# Gnômon

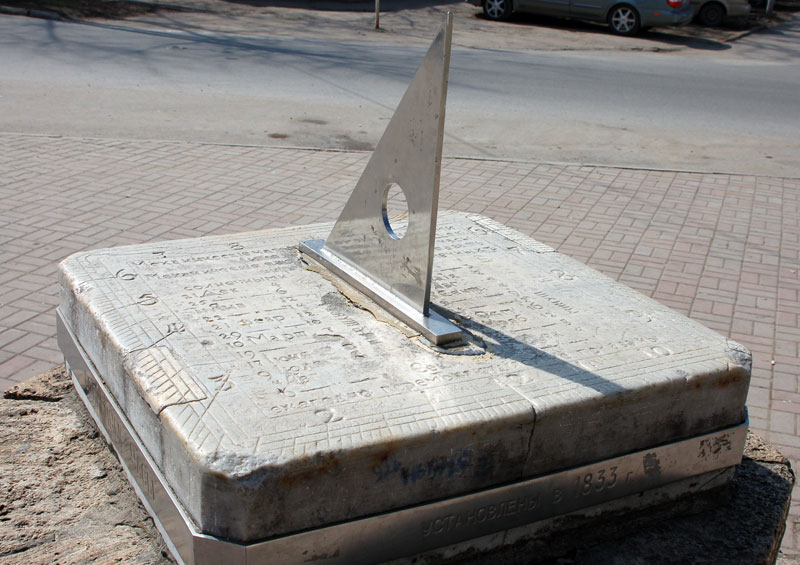
O gnómon é a lâmina triangular neste relógio de sol.

O gnômon (português brasileiro) ou gnómon (português europeu) é a parte do relógio solar que possibilita a projeção da sombra. 
Considerado, provavelmente, o primeiro instrumento utilizado para indicar a hora do dia, data aproximadamente de 3500 a.C. 
Favorino (D. Laércio, II, 1) relata que Anaximandro de Mileto foi o inventor do gnômon. No entanto, segundo Heródoto (II, 29), teriam sido os babilónios: «os gregos adquiriram dos babilónios o conhecimento da esfera celeste, do gnômon e das doze partes do dia».
Anaximandro de Mileto terá sido assim, possivelmente, apenas o introdutor do gnômon na Grécia. Na China, Shen Kuo melhorou e aferiu o gnómon.